# Hedma maculata
Hedma maculata is een vlinder uit de familie tastermotten (Gelechiidae). De wetenschappelijke naam van deze soort is voor het eerst geldig gepubliceerd in 1978 door Povolný.
De soort komt voor in tropisch Afrika.